# Guest in the House
Guest in the House (bra: A Hipócrita; prt: A Mulher sem Alma) é um filme norte-americano de 1944, dos gêneros suspense e drama, dirigido por John Brahm, com roteiro de Ketti Frings baseado na peça teatral Guest in the House, de Hagar Wilde e Dale Eunson, por sua vez adaptada de uma história de Katherine Albert.
Trata-se da segunda produção de Hunt Stromberg na United Artists e um dos raros filmes em que Ralph Bellamy, geralmente coadjuvante, atua como protagonista romântico.

## Sinopse
Instável e emocionalmente vulnerável, Evelyn Heath vai passar uma temporada na casa dos Proctor, levada por Dan, seu médico e noivo. Aí mora o ilustrador Douglas, irmão de Dan, que tem uma união tranquila e feliz com Ann. Evelyn, porém, apaixona-se por ele e planeja destruir o casamento. Ela afasta Miriam, a modelo de Douglas, e o indispõe contra sua própria filha, Lee. Joga, enfim, com a vida de todos, mas encontra uma adversária a altura em Tia Martha, que descobre seu ponto fraco: sua ornitofobia.

## Prêmios e indicações
| Patrocinador | Prêmio                       | Categoria      | Situação |
| ------------ | ---------------------------- | -------------- | -------- |
| Oscar 1945   | Melhor trilha sonora - drama | Werner Janssen | Indicado |

## Elenco
| Ator/Atriz        | Personagem         |
| ----------------- | ------------------ |
| Anne Baxter       | Evelyn Heath       |
| Ralph Bellamy     | Douglas Proctor    |
| Aline MacMahon    | Tia Martha         |
| Ruth Warrick      | Ann Proctor        |
| Scott McKay       | Doutor Dan Proctor |
| Marie McDonald    | Miriam             |
| Jerome Cowan      | Hackett            |
| Margaret Hamilton | Hilda, a Criada    |
| Percy Kilbride    | John, o Mordomo    |
| Connie Laird      | Lee Proctor        |

## Recepção
Um dos melhores filmes de Anne Baxter, segundo Ken Wlaschin.
A revista especializada brasileira A Cena Muda deu a filme a nota 2 de 4, enaltecendo principalmente a atuação de Anne Baxter.